# 尿道カテーテル

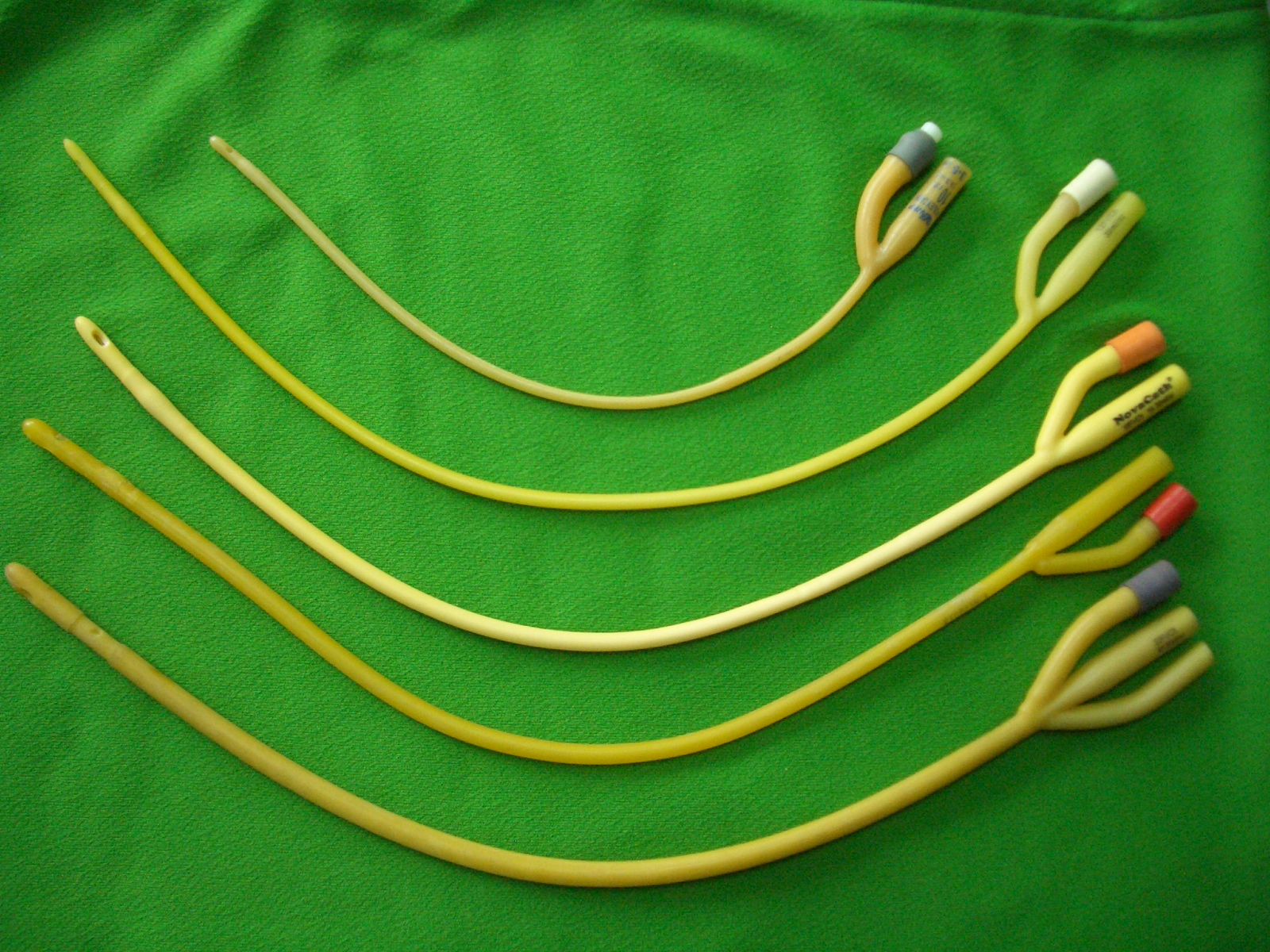
膀胱留置カテーテル

尿道カテーテル（にょうどうかてーてる、英: urinary catheter）とは、尿道口から膀胱に通して導尿する目的で使用されるカテーテルである。経尿道的カテーテル（けいにょうどうてきかてーてる）とも呼ばれる。

## 目的

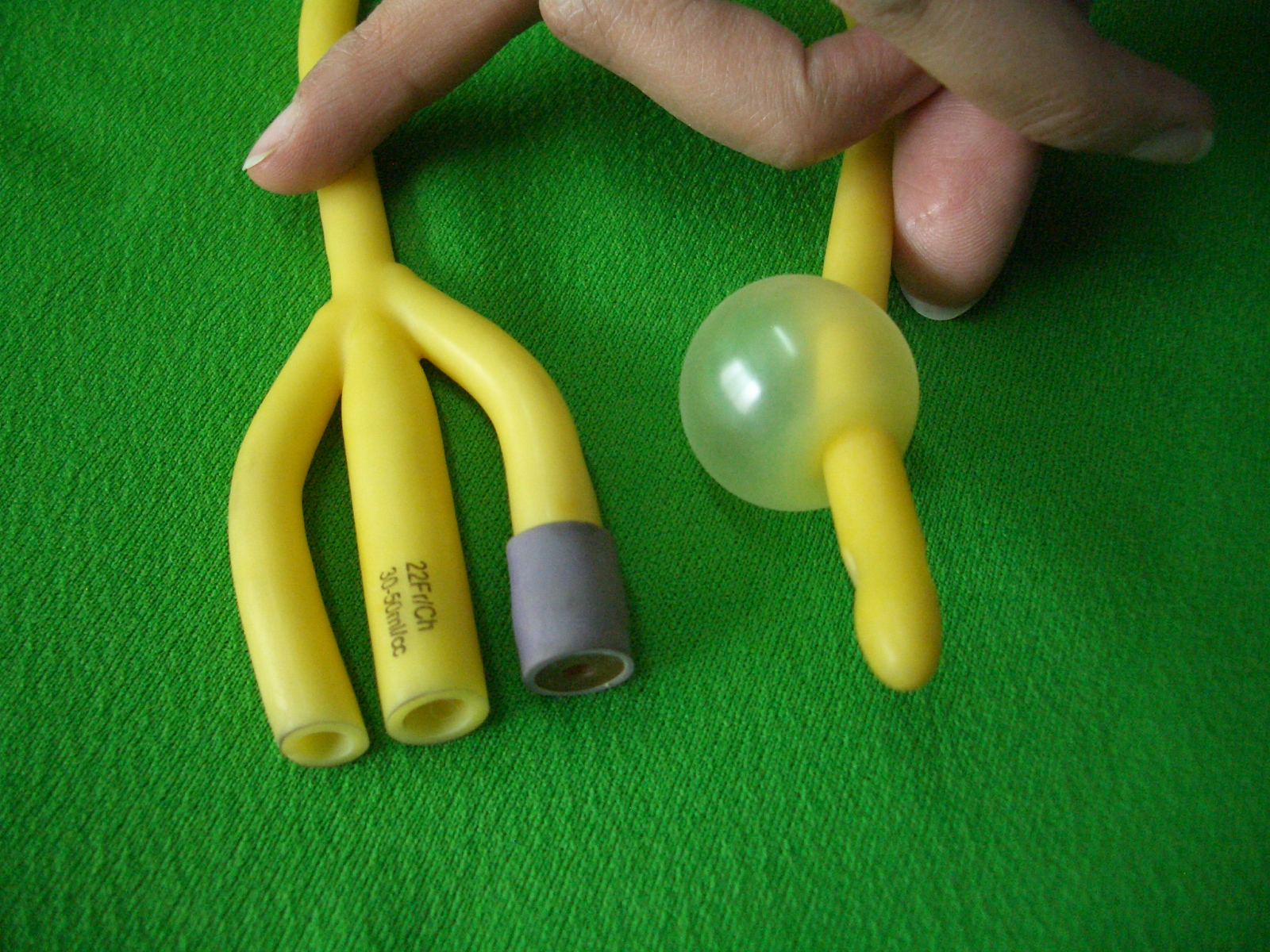
先端のバルーン

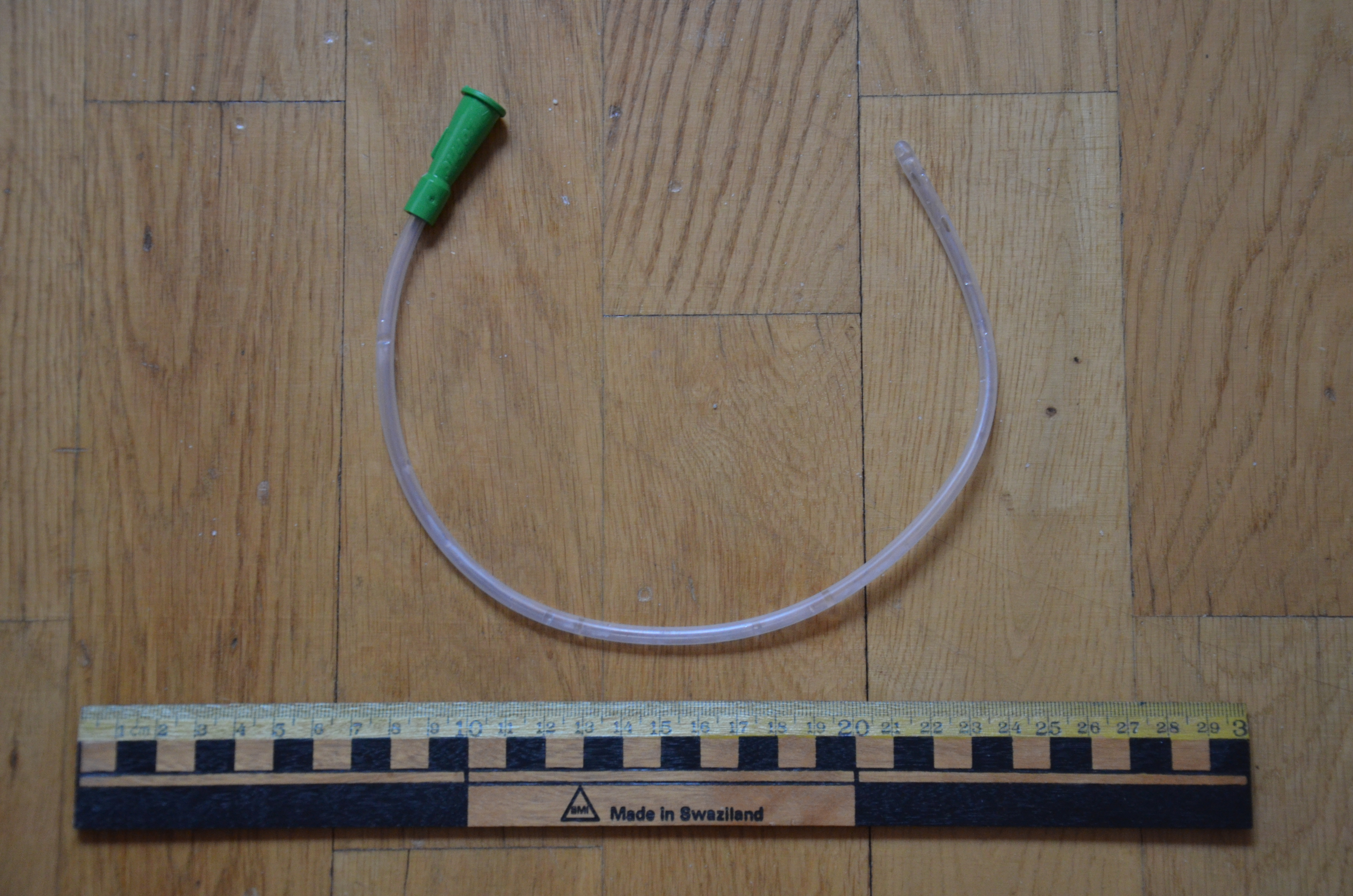
導尿用のネラトンカテーテル(40cm)

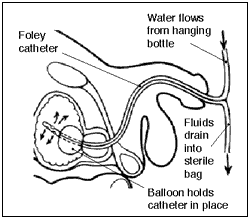
尿道留置カテーテル、留置の概念図

前立腺肥大あるいは脊髄や末梢神経の障害、麻酔や薬剤の影響などで排尿が困難な患者の導尿、手術や絶対安静時の導尿、残尿量の測定などの検査などの目的で使われる。寝たきりなどの場合では長期留置の為にバルーン付きのカテーテルが用いられる。カテーテルを留置する必要がなく、膀胱内に貯留した尿を排出後に直ちに抜去する場合はネラトンカテーテルを使用する。

## 資格
カテーテルを使うことが出来るのは医師、看護師、患者本人、患者家族のみである。
患者及び家族は医師から十分に指導を受ける必要がある。

## 使用法
男性の場合は尿道が長く、また前立腺が存在するので挿入が難しい。女性の場合は尿道口の確認が困難で、極端に太った体型の場合は難易度が増す。清潔と愛護操作が必要である。以前は挿入前に尿道口をイソジンなどで消毒していたが消毒をすることに意義がないことが判ってきており、消毒なしで留置されることが増えている。（仰向けに寝ている患者の）ペニスを軽く上方に引っ張りながら親指と人差し指で尿道口が広がるように摘まんで持ち、開いた尿道口にカテーテルをゆっくりと挿入していく。潤滑と痛みの緩和の為にキシロカインゼリーを前もって塗っておくとよい。挿入が困難であるなら、一旦抜いてキシロカインゼリーを塗りなおしたり、注射器でキシロカインゼリーを注入しておいても良い。挿入しにくいときには細く硬いカテーテルが通りやすいが無理に挿入すると尿道を傷つけることがあるので無理はしない。カテーテルが前立腺に達すると特に抵抗があるが、前立腺を通過し膀胱に達すると抵抗が少なくなり、自然に尿が出てくるので、尿が出てくるまで挿入する。カテーテルを留置しない場合は尿が排出し終わったらカテーテルを引き抜く。
女性の場合は尿道も短く前立腺もないので尿道口さえ見えれば簡単である。十分な消毒が必要である。
極端に太っていたり、高齢の場合は尿道口が見つけにくいことがあるので、間違えて膣に挿入しないように注意する。
バルーンカテーテルを留置する場合はカテーテルを末端まで挿入した後に、バルーンを蒸留水、もしくは専用のバルーン固定液で膨らませる。なお生理食塩水のように溶質に固形の物質が含まれるものをバルーン固定液として用いることは禁忌である。溶質が析出してチューブを目詰まりさせた場合、抜去時にバルーンの排水が出来なくなる可能性があるからである。カテーテルの挿入が間違っていると尿道でバルーンが膨らんでしまうので、抵抗を感じたらやり直す。
バルーンが抵抗無く膨らんだら、抵抗を感じるまで少し引き出して導尿用チューブをテープで下腹部もしくは大腿内側（女性）に固定する。膀胱内で膨らんだバルーンが抜け落ち防止の役割をはたし、カテーテルを抜く際には先にバルーンの蒸留水を抜いてバルーンをしぼませておく。尿道口からや、尿の逆流によるカテーテルと蓄尿バッグの接続部からの細菌の侵入には注意が必要である。

## 素材
- シリコン-クリエートメディック社の製品ではシリコン等が用いられている。